# Équipe d'Algérie masculine de handball au Championnat d'Afrique 2020
L'équipe d'Algérie handball au championnat d'Afrique 2020 ,

## Matchs de préparation
| 12 janvier | Algérie | 28 – 21 | Angola | Salle Omnisports d’Ain-Taya, Alger |
| 12 janvier | (16–8)  |         |        | Salle Omnisports d’Ain-Taya, Alger |
| 12 janvier | Rapport |         |        | Salle Omnisports d’Ain-Taya, Alger |

## Résultats

### Phase de groupe

#### Groupe D
|   | Équipe  | Pts | J | G | N | P | Bp  | Bc  | Diff |
| - | ------- | --- | - | - | - | - | --- | --- | ---- |
| 1 | Algérie | 6   | 3 | 3 | 0 | 0 | 98  | 64  | 34   |
| 2 | Maroc   | 4   | 3 | 2 | 0 | 1 | 103 | 70  | 33   |
| 3 | Congo   | 2   | 3 | 1 | 0 | 2 | 87  | 82  | 5    |
| 4 | Zambie  | 0   | 3 | 0 | 0 | 3 | 38  | 110 | -72  |

| 16 janvier 10h00 | Algérie    | 34 – 9 | Zambie | Salle d'Hammamet, Hammamet |
| 16 janvier 10h00 | (17–4)     |        |        | Salle d'Hammamet, Hammamet |
| 16 janvier 10h00 | [ Rapport] |        |        | Salle d'Hammamet, Hammamet |

| 17 janvier 16h00 | Congo      | 25 – 31 | Algérie                                                                                              | Salle omnisports de Radès, Radès |
| 17 janvier 16h00 |            | (11–18) | Saker (8), Berkous (7), Berriah (5), Kaabeche (3), Chehbour (3), Hadj Sadok (3), Daoud (1), Arib (1) | Salle omnisports de Radès, Radès |
| 17 janvier 16h00 | [ Rapport] |         | | Salle omnisports de Radès, Radès |

| 19 janvier 14h00 | Maroc      | 30 – 33 | Algérie                                                                                               | Salle omnisports de Radès, Radès |
| 19 janvier 14h00 |            | (15–16) | Berkous (14), Berriah (7), Hadj Sadok (5), Daoud (3), Kaabeche (1), Saker (1), Ensaad (1), Hadidi (1) | Salle omnisports de Radès, Radès |
| 19 janvier 14h00 | [ Rapport] |         | | Salle omnisports de Radès, Radès |

## Tour principal
Le tour principal regroupe les équipes classées au deux premières places du tour préliminaire. Les deux premiers de chaque poule sont qualifiés pour les demi-finales de la compétition, tandis que les deux derniers disputent les matchs de classement de la 5e à 8e place.
- Qualifié pour les demi-finales
- Qualifié pour le match de classement de 5 à 8

### Groupe M2
|   | Équipe   | Pts | J | G | N | P | Bp | Bc | Diff |
| - | -------- | --- | - | - | - | - | -- | -- | ---- |
| 1 | Tunisie  | 6   | 3 | 3 | 0 | 0 | 90 | 67 | 23   |
| 2 | Algérie  | 4   | 3 | 2 | 0 | 1 | 80 | 79 | 1    |
| 3 | Maroc    | 2   | 3 | 1 | 0 | 2 | 85 | 89 | -4   |
| 4 | Cap-Vert | 0   | 3 | 0 | 0 | 3 | 69 | 89 | -20  |

| 20 janvier 16h00 | Cap-Vert   | 23 – 25 | Algérie                                                                 | Salle omnisports de Radès, Radès |
| 20 janvier 16h00 |            | (12–13) | Berkous (10), Abdi (6), Kaabeche (3), Arib (3), Chehbour (2), Daoud (1) | Salle omnisports de Radès, Radès |
| 20 janvier 16h00 | [ Rapport] |         |                                                                         | Salle omnisports de Radès, Radès |

| 22 janvier 18h00 | Tunisie    | 26 – 22 | Algérie                                                                                          | Salle omnisports de Radès, Radès |
| 22 janvier 18h00 |            | (12–11) | Berkous (8), Abdi (3), Naïm (3), Chehbour (2), Hadj Sadok (2), Berriah (2), Saker (1), Griba (1) | Salle omnisports de Radès, Radès |
| 22 janvier 18h00 | [ Rapport] |         |                                                                                                  | Salle omnisports de Radès, Radès |

## Phase finale

### Demi-finales
| 24 janvier 2020 16h00 | Égypte  | 30 – 27 | Algérie | Salle omnisports de Radès, Radès |
| 24 janvier 2020 16h00 |         | (15–14) | Berkous (9), Hadj Sadok (5), Abdi (3), Saker (3), Kaabeche (2), Daoud (2), Chehbour (1), Berriah (1), Naïm (1) | Salle omnisports de Radès, Radès |
| 24 janvier 2020 16h00 | Rapport |         | | Salle omnisports de Radès, Radès |

### Match pour la3eplace
| 26 janvier 2020 | Algérie | 32 – 27 | Angola | Salle omnisports de Radès, Radès |
| 26 janvier 2020 | Berkous (7), Hadj Sadok (5), Berriah (4), Saker (4), Naïm (4), Chehbour (3), Abdi (2), Daoud (2), Kaabeche (1) | (15–14) |        | Salle omnisports de Radès, Radès |
| 26 janvier 2020 | Rapport |         |        | Salle omnisports de Radès, Radès |